# Shadwan
Shadwan (en árabe: شدوان) es un islote rocoso y de coral en la boca del golfo de Suez en el norte del mar Rojo. Antiguamente, era también llamada isla Shaker. Tiene un faro. Es conocida para cualquiera que haya estado practicado buceo en el norte del mar Rojo. La parte más alta de la isla alcanza los 301 metros. Los grandes acantilados que rodean las aguas profundas en torno a la isla atraen a los tiburones.
Durante la guerra de Desgaste (حرب الاستنزاف Ḥarb al-Istinzāf) entre el vecino Israel y Egipto, la isla fue fortificada por el gobierno Egicio, y esta a su vez atacada por un comando israelí. Es una zona militar restringida aunque se permite el buceo en varios sectores.